# 卡特奥夫 (喬治亞州)
卡特奧夫（英語：Cutoff）是位於美國喬治亞州梅肯縣的一個非建制地區。該地的面積和人口皆未知。

## 地理
卡特奧夫的座標為32°16′36″N 84°03′14″W / 32.27667°N 84.05389°W，而該地的平均海拔高度為92米（即302英尺）。